# Caspar Honegger

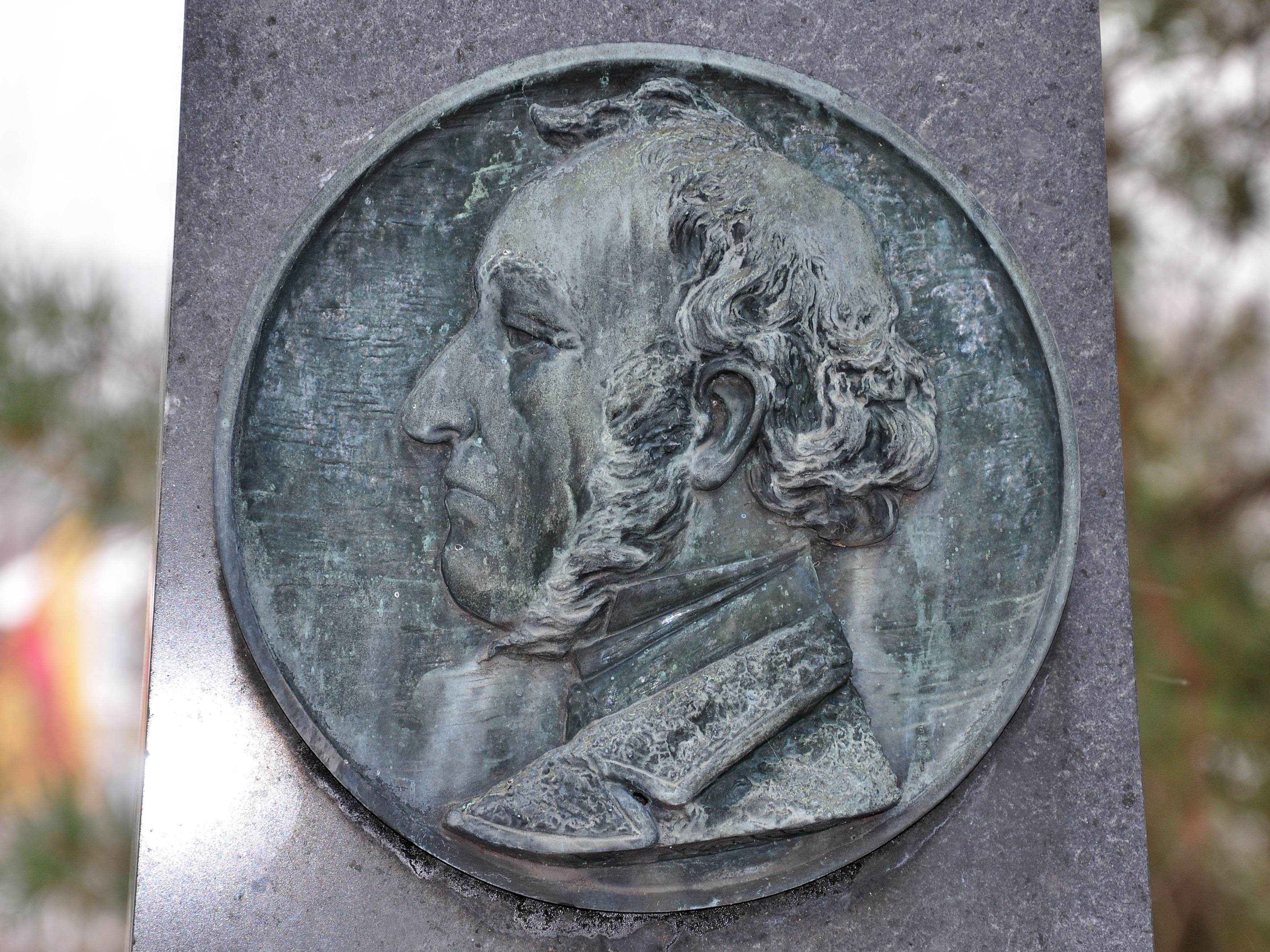
Grabmal von Caspar Honegger im Friedhof Rüti

Caspar Honegger (* 12. Dezember 1804 in Rüti; † 7. Januar 1883 ebenda) war ein Schweizer Unternehmer. Er verbesserte die damals verwendeten mechanischen Webstühle zum bekannten «Honegger-Webstuhl» und wurde als «Weberkönig» bekannt.

## Honegger als Unternehmer
Caspar Honegger war das fünfte Kind von Regula und Salomon Honegger. Bereits als Siebenjähriger arbeitete er in der Spinnerei seines Vaters, war im Alter von 15 Jahren Vorarbeiter und mit 17 Jahren technischer Leiter des Familienbetriebs. Zusammen mit seinem Bruder Heinrich wurde Caspar Honegger 1827 die Leitung der Fabrik im Widacher (einem Ortsteil von Rüti) anvertraut, und 1834 erfolgte in Siebnen die Eröffnung einer Baumwollweberei mit 50 aus England gelieferten Webstühlen (heute Alte Fabrik Siebnen).
1841 erfand Honegger einen neuartigen Webstuhl für die Baumwoll- und Seidenweberei, den nach ihm benannten «Honegger-Stuhl»: Die aus England gelieferten Maschinen hatten seinen Ansprüchen nicht genügt. Er erweiterte den Betrieb in Siebnen um eine mechanische Werkstatt zur Herstellung des von ihm entwickelten Webstuhls.

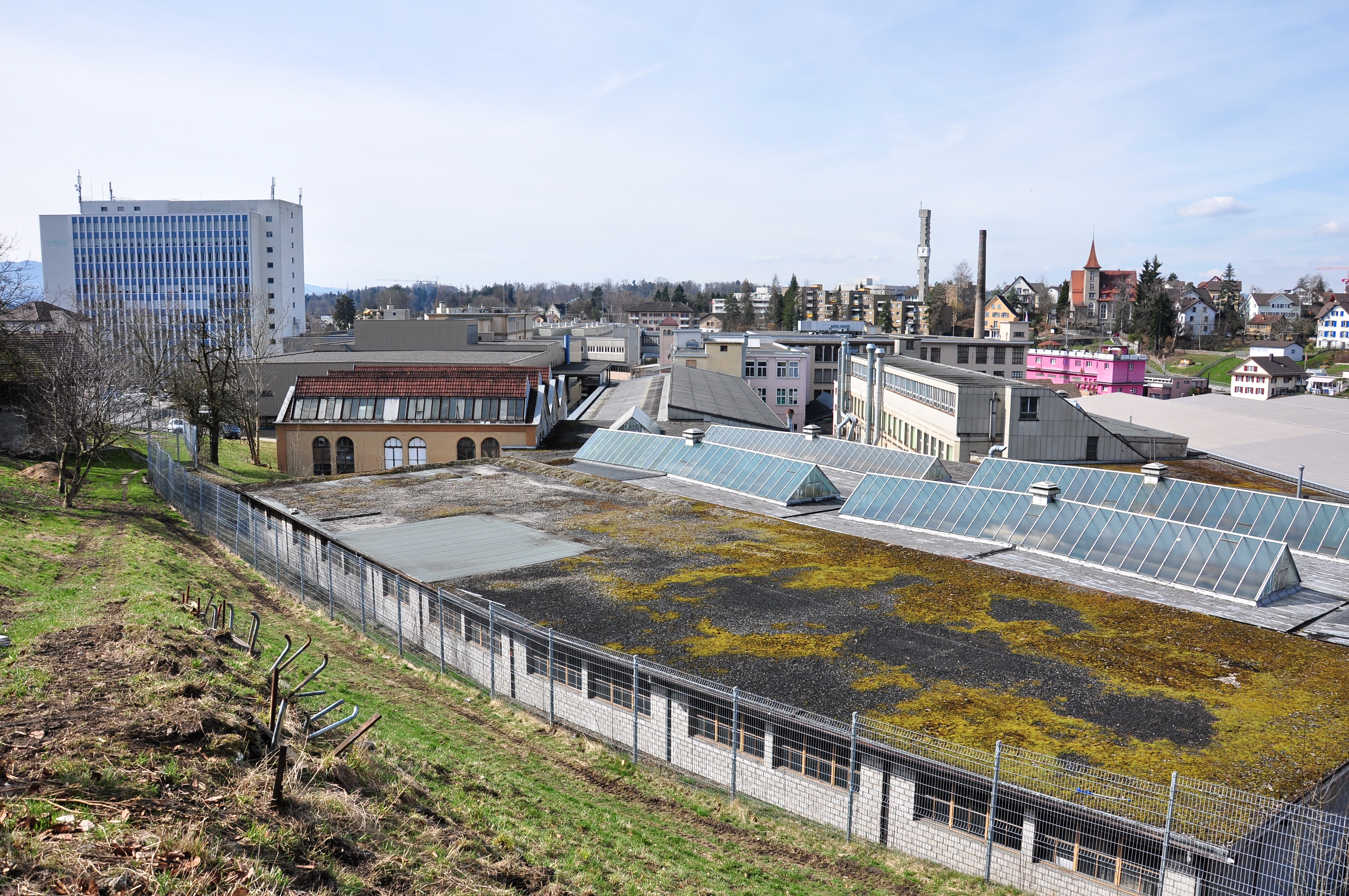
Fabrikareal Joweid in Rüti

Mit Ausbruch des Sonderbundskriegs verlegte Honegger seine Werkstätten aus dem katholischen Siebnen in zwei Nächten ins protestantische Rüti in sein Werk Joweid, benannt nach einer Wiese am gleichnamigen Fluss. Danach setzte das Unternehmen als «Caspar Honegger, Maschinenfabrik Rüti» den aus Siebnen verlagerten Produktionsbetrieb fort.

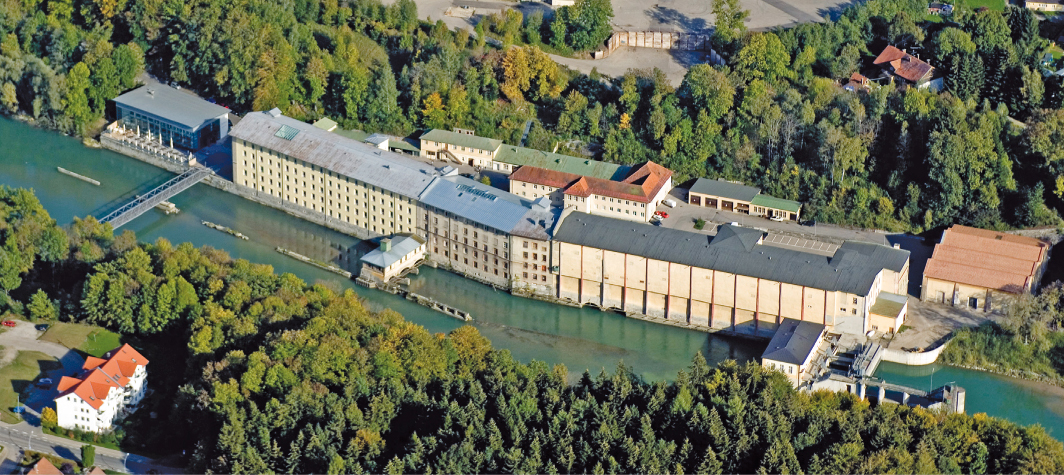
Kottern Textil – erster Betrieb dieser Art im Allgäu

Der späteren Maschinenfabrik Rüti AG folgte 1848 die Gründung von Spinnereien und Baumwollwebereien in Einsiedeln, Kottern bei Kempten (Allgäu) (erste Spinnerei und Weberei im Allgäu), Nuolen, Wangen SZ, Lachen SZ, Thusis und Baldenstein. Im Alter von 60 Jahren übertrug Honegger die Leitung weitgehend seinen Söhnen und Schwiegersöhnen. Seine Webmaschinen fanden weiterhin zahlreiche Abnehmer, und 1870 waren weltweit 30'000 Webstühle verkauft. Die rund 60 wertvollsten Stücke aus der ehemaligen Webmaschinensammlung der Familie Honegger werden seit April 2010 in der historischen Textilfabrik Neuthal bei Bäretswil ausgestellt.
Seine Tochter Karolina war seit 1860 mit dem Industriellen und Politiker Johann Heinrich Bühler verheiratet.

## Honegger-Webstuhl
Auf der Suche nach Verbesserungen an den Honeggers Meinung nach mangelhaften Maschinen aus englischer Produktion erreichte er 1840 mit der Erfindung des sogenannten Honegger-Schlags eine wesentliche Beschleunigung des Webvorgangs, indem er die Geschwindigkeit des Fadeneintrags wesentlich erhöhen konnte. Bei der Webmaschine Baujahr 1860 waren es etwa 130 Schuss/min; geeignet war dieser Typ für leichte Baumwollgewebe bis 90 cm Breite. Von seinem Erfolg bei der Herstellung von Einzelmaschinen inspiriert, begann Caspar Honegger 1842 mit der Serienproduktion von Webmaschinen in Siebnen. Zwanzig Jahre später waren bereits 30'000 der Honegger-Webstühle verkauft, bis zur Produktionseinstellung sollten es rund 500'000 werden.

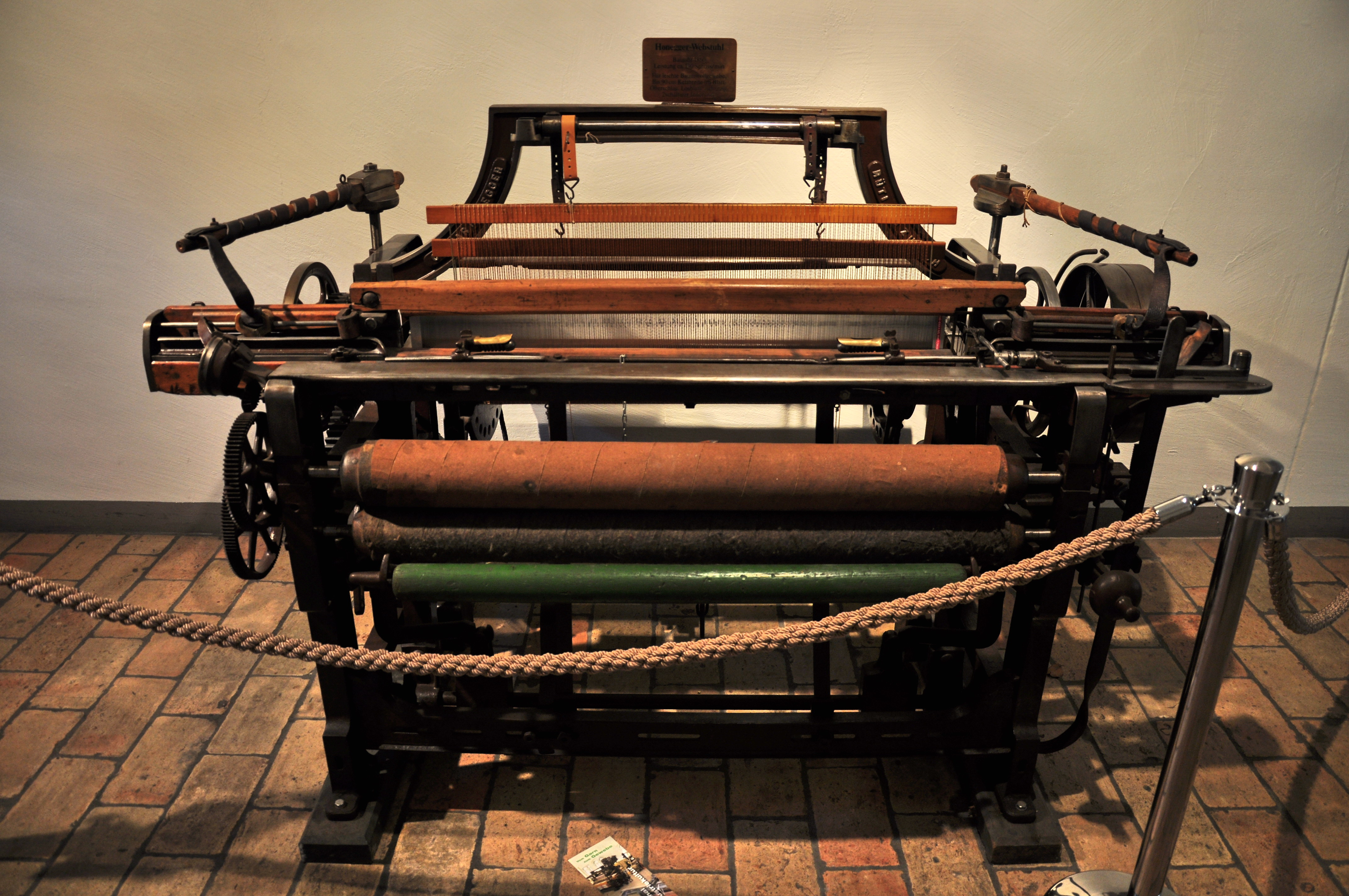
Honegger-Webstuhl von 1860 (Exponat im Amthaus Rüti)
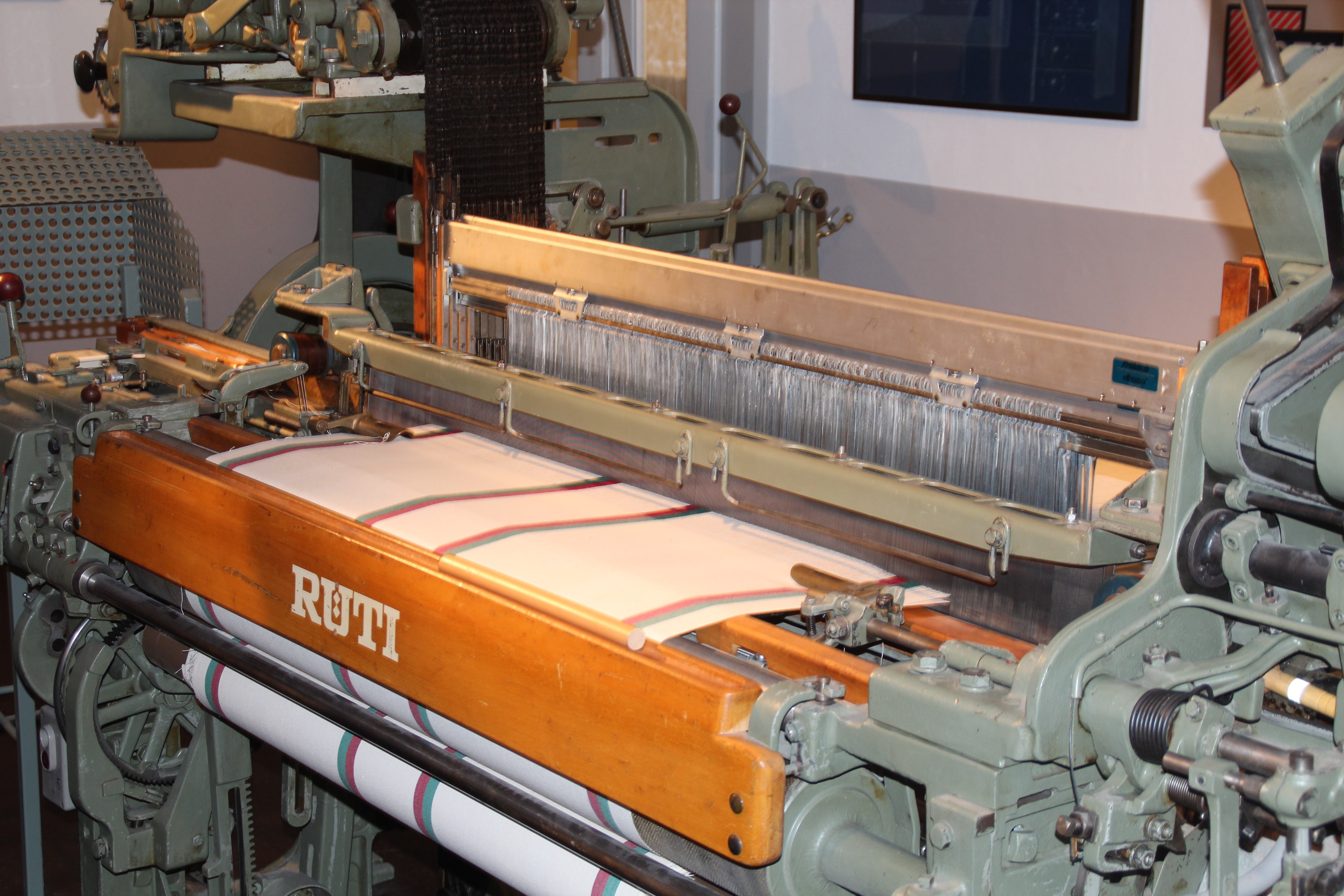
Webstuhl aus der Weberei Rüti, in Betrieb um 1950, jetzt ausgestellt in der Bleiche in Wald ZH

## Honegger als Politiker und Mäzen

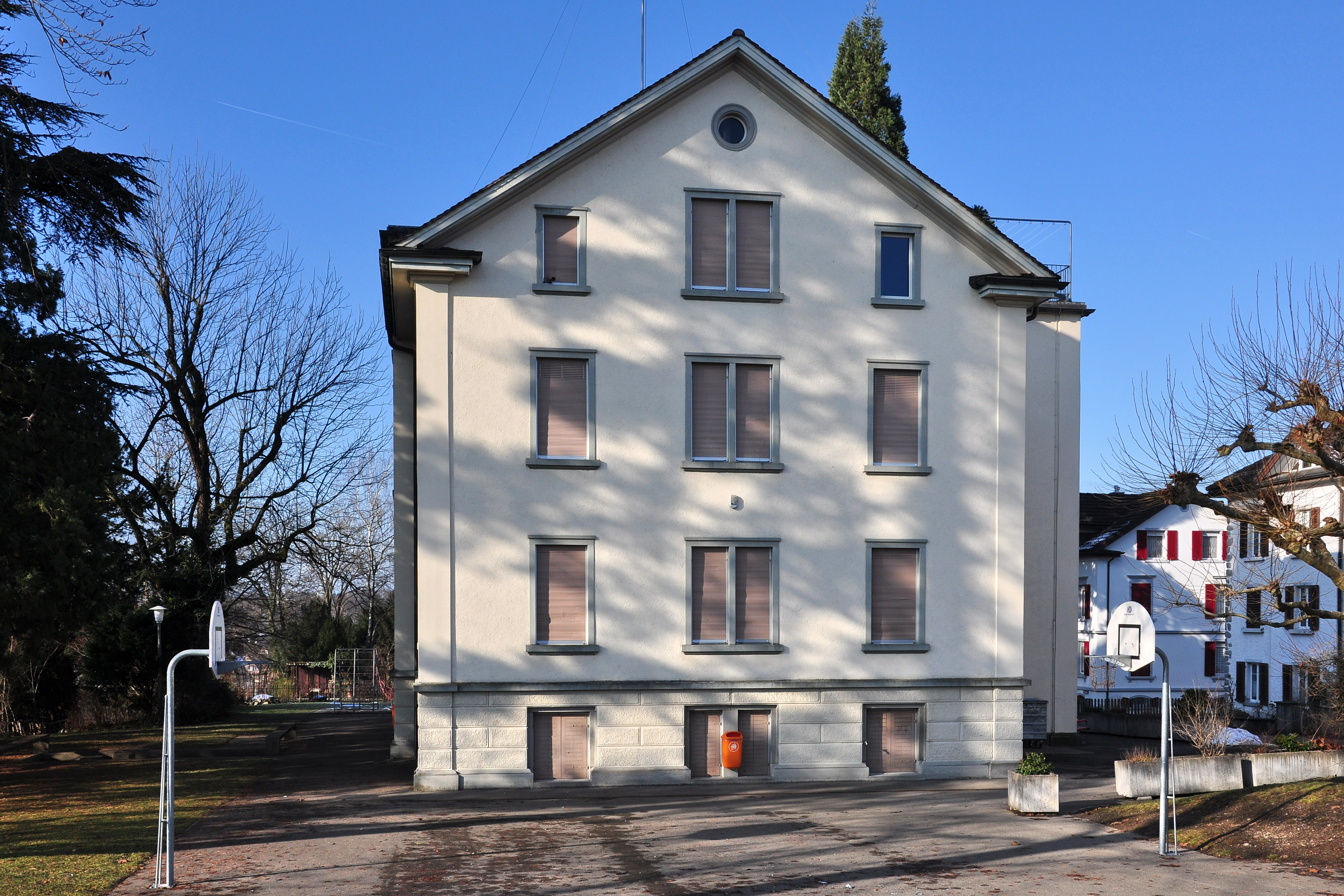
Schulhaus Schlossberg

Bereits im Alter von 24 Jahren wurde Caspar Honegger Gemeindeammann und von 1828 bis 1834 Gemeindepräsident von Rüti. 1838/39 wurde er als Liberaler in den Zürcher Grossrat gewählt (Rücktritt nach dem Züriputsch).
Massgeblich förderte Honegger die ab 1856 in Betrieb genommene Glattallinie und konnte dank seines Einflusses erreichen, dass die Linienführung nicht wie geplant südlich von Rüti, sondern direkt vor den Toren seiner Fabrik durch das Dorfzentrum von Rüti führte.
Bereits 1834 gründete Honegger die erste Fabrikkrankenkasse der Schweiz, und verschiedene Pensionskassen, Arbeiterwohnungen und Kirchen gehen auf seine Initiative zurück. Seinem Heimatort spendete er den Kindergarten und das Schulhaus Schlossberg, 1873 die erste Orgel der reformierten Kirche und vier Glocken für deren Geläut. Seine Nachkommen überwiesen der Kirchenpflege weitere 13'000 Schweizer Franken in einen Orgelfonds und stifteten zu seinem Andenken das Spital Rüti, das spätere Kreisspital, heute das interkantonale Rekrutierungszentrum der Schweizer Armee in Rüti.

## Verdienste
Honeggers Erfindungs- und Unternehmensgeist dürfte wesentlich zum Aufschwung der Weberei in Europa beigetragen haben. Seine Webstühle erhielten verschiedene internationale Auszeichnungen und sein hohes Ansehen brachte ihm die damals höchste Ehrenbezeigung: 1878 wurde er zum Ritter der Ehrenlegion ernannt.